# EV1
EV1 var General Motors satsning på en elbil under 1990-talet. Bilen var endast tillgänglig i Kalifornien och Arizona. EV1 kunde bara leasas och servades av Saturn-återförsäljare. 

## Historia

### Inledning
I januari 1990 visades föregångaren till EV1, Impact, på Los Angeles Auto Show. Det ledde till förslaget till Zero Emission Vehicle ("ZEV"), för att få ner luftföroreningarna i Kalifornien. Andra medlemmar i Amerikanska biltillverkarföreningen American Automobile Manufacturers Association som Toyota, Nissan och Honda, tog också fram en prototyp av ZEV. 
Avsikten med ZEV-bilarna var att år 1998 måste 2 % av all nybilsförsäljning i Kalifornien (av de sju största biltillverkarna) vara en nollemissionsbil och 2003 10 %.

### Introduktion
GM hade aldrig som mål att sälja EV1 till bilköparna. Den kunde endast leasas och efter leasingtidens utgång kunde de inte köpas ut av användarna. År 1997 tillverkades 650 stycken EV1 med blybatterier och alla blev leasade. År 1999 byggdes 465 EV1 och de bilarna fick NiMH-batterier. Alla dessa blev också leasade. 
Under 1999 återkallades alla de första 650 bilarna för byte av laddningskabeln, då den kunde bli överhettad och även brinna. 
År 2000 återleasades 200 av de första EV1-bilarna av de första brukarna för ytterligare en tvåårsperiod.

### Slutet
Sent 2003 stoppade GM EV1-programmet och avslutade alla leasingkontrakt. Ägarna till bilarna protesterade, men GM förklarade att det inte såldes tillräckligt med bilar för att göra det lönsamt och därför skulle de återlämnas. Detta yttrande kom trots att de aldrig funnits tillgängliga för försäljning.

## Teknik
EV1 var ett specialbygge, som inte hade någon tidigare existerande modell eller drivlina att ta delar ifrån. GM-teknikern Kenneth Baker skötte administrationen av EV1. Han hade under 1970-talet ansvarat för Electrovette-programmet, ett försök att bygga om en Chevrolet Chevette för eldrift. Någon produktion blev aldrig av, då kostnadena enligt tillverkaren blev för höga för att ge vinst vid försäljning.
General Motors använde för tiden många avancerade tekniska lösningar i EV1:  
- Aluminiumfront
- Krocksäkra sidopaneler
- Låsningsfria bromsar
- Antispinn-kontroll
- Automatisk värme-/AC-reglering
- Nyckellöst dörrlås och tändlås
- Speciellt värmeavledande glas i rutorna
- Regenerativa bromsar
- Mycket lågt luftmotstånd
- Magnesiumfälgar
- Punkteringssäkra däck med lågt rullmotstånd (tillverkade av Michelin)
- Automatisk lufttrycksvarningssystem för däcken
- Magnesiumram i stolarna
- Tidur för kupévärme/kyla

## Galleri

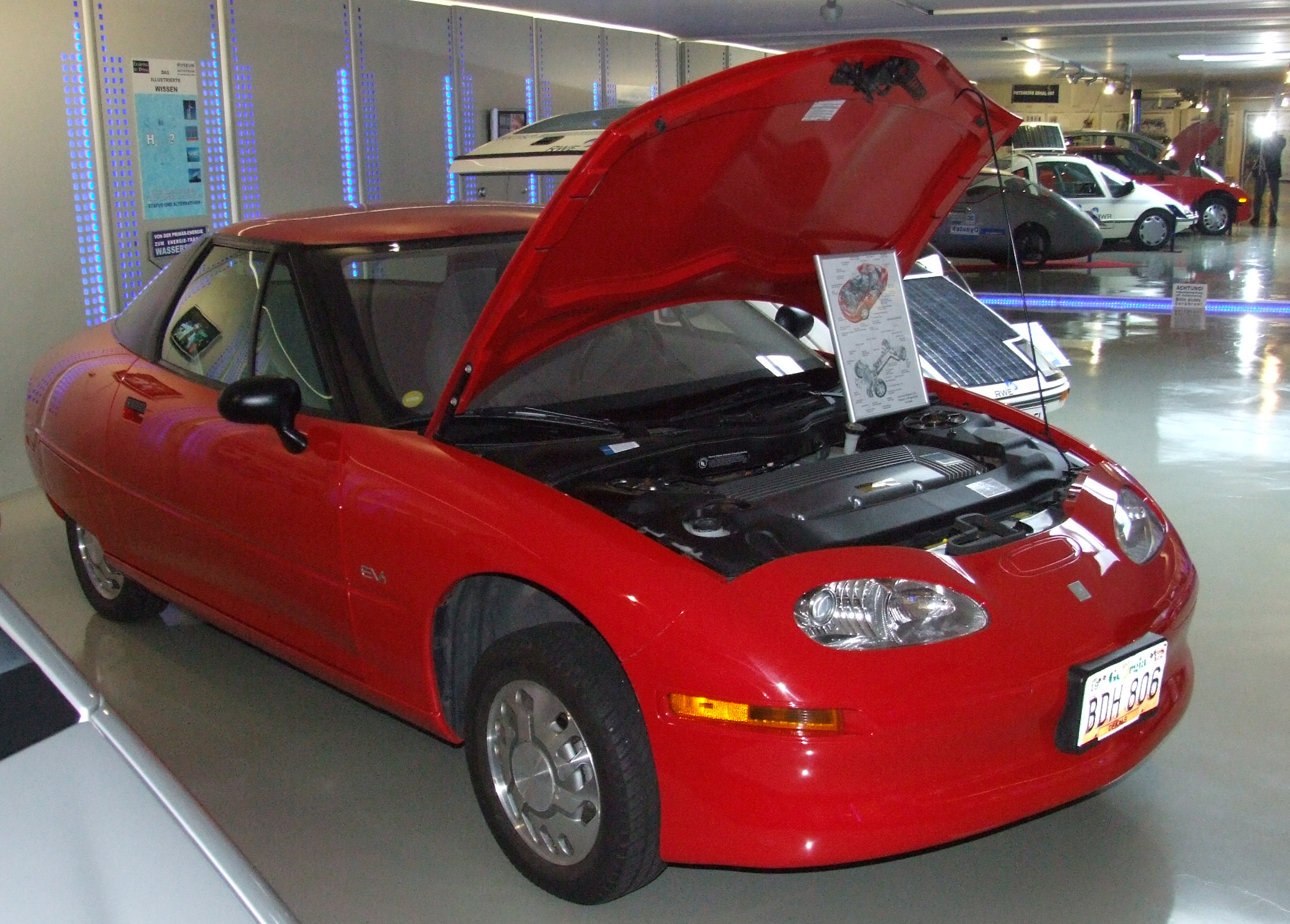
General Motors EV1 på Museum Autovision i Altlußheim
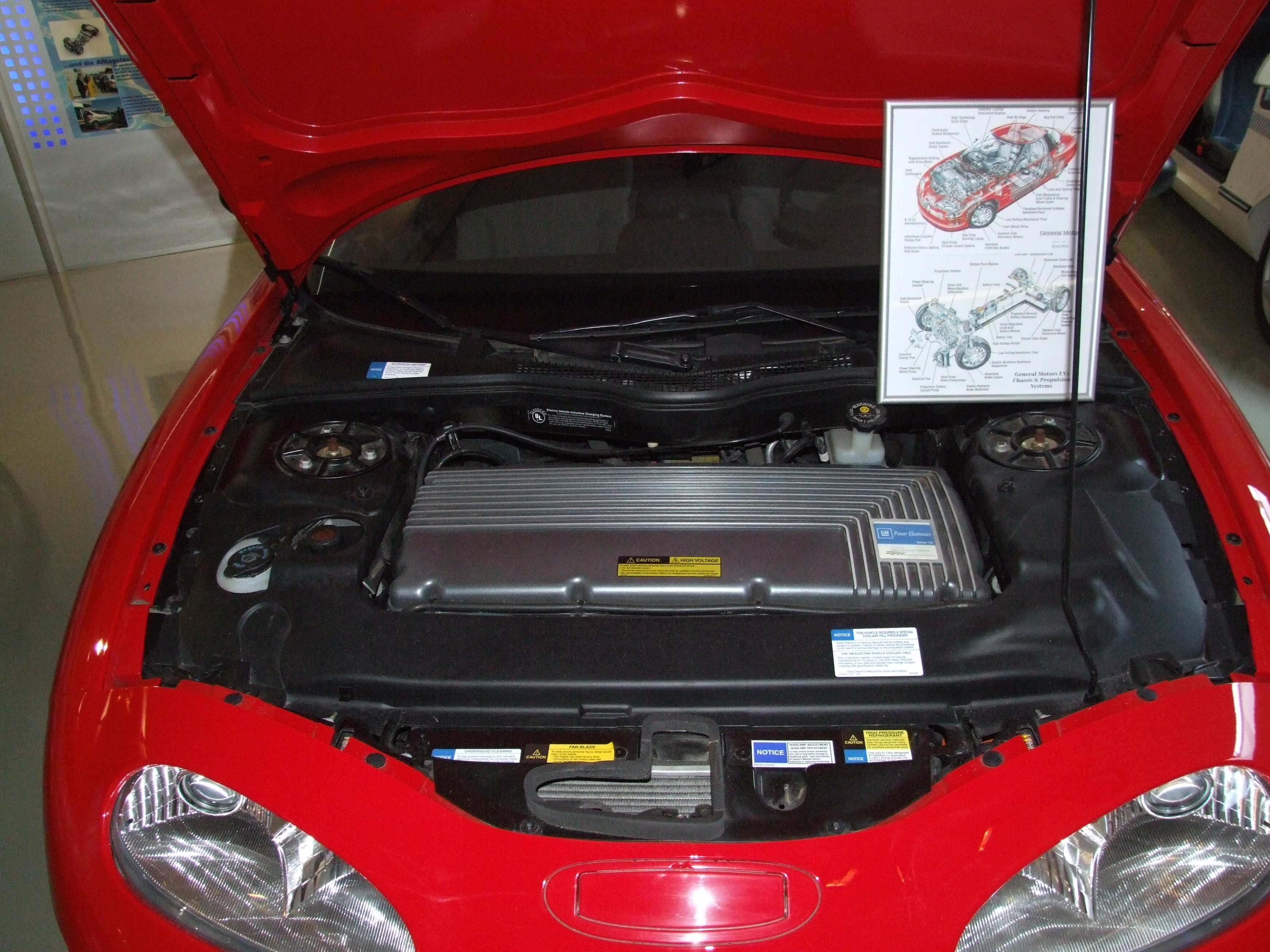
Motorrum
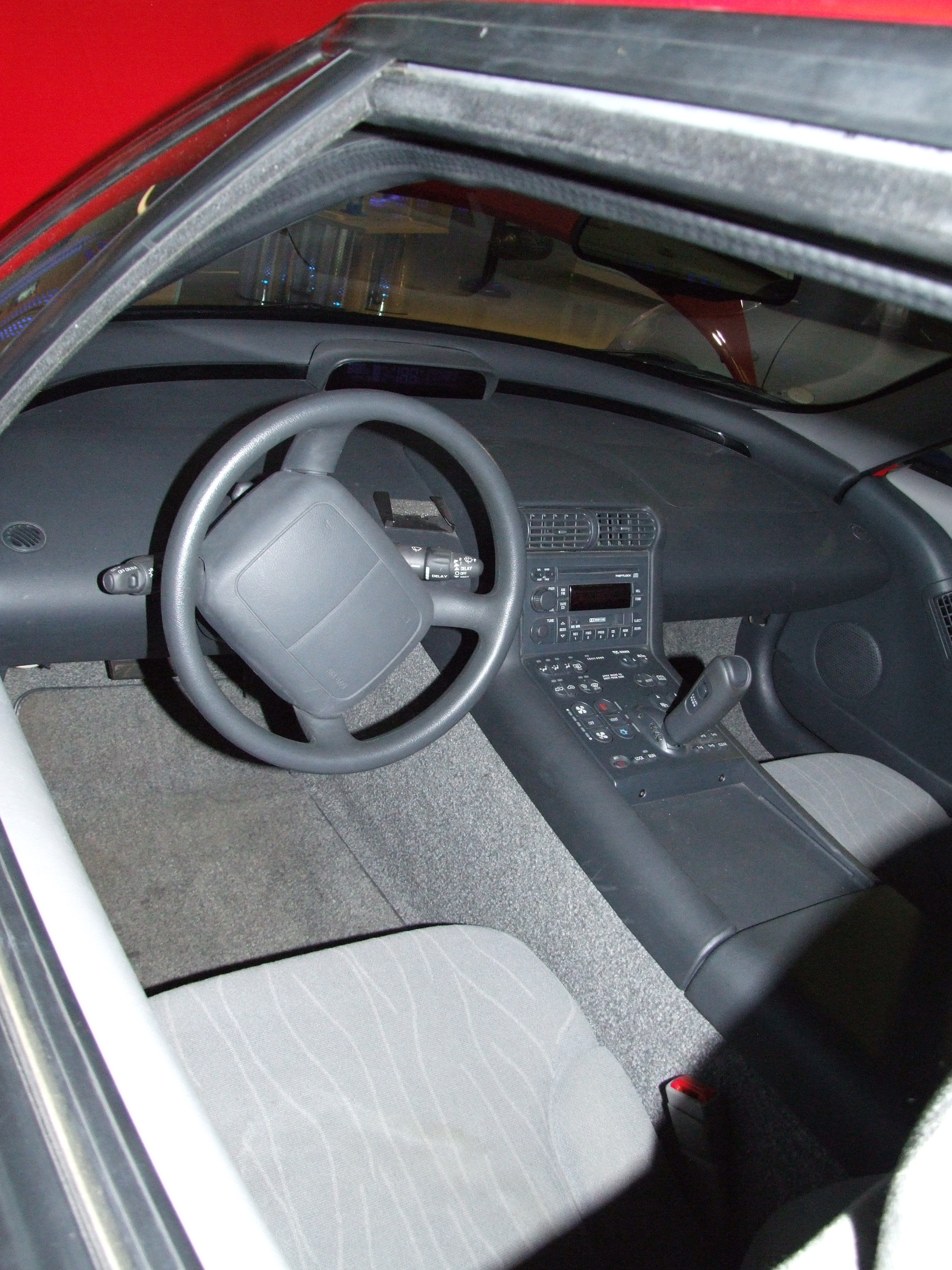
Interiör
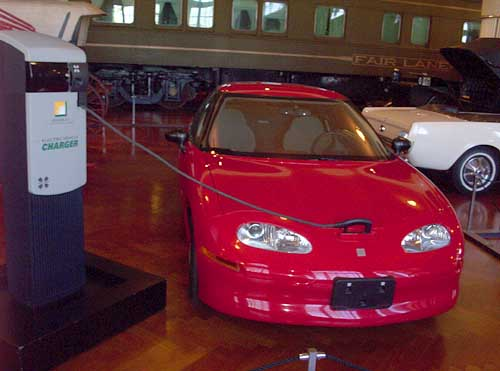
EV1 kopplad till laddningsstation]
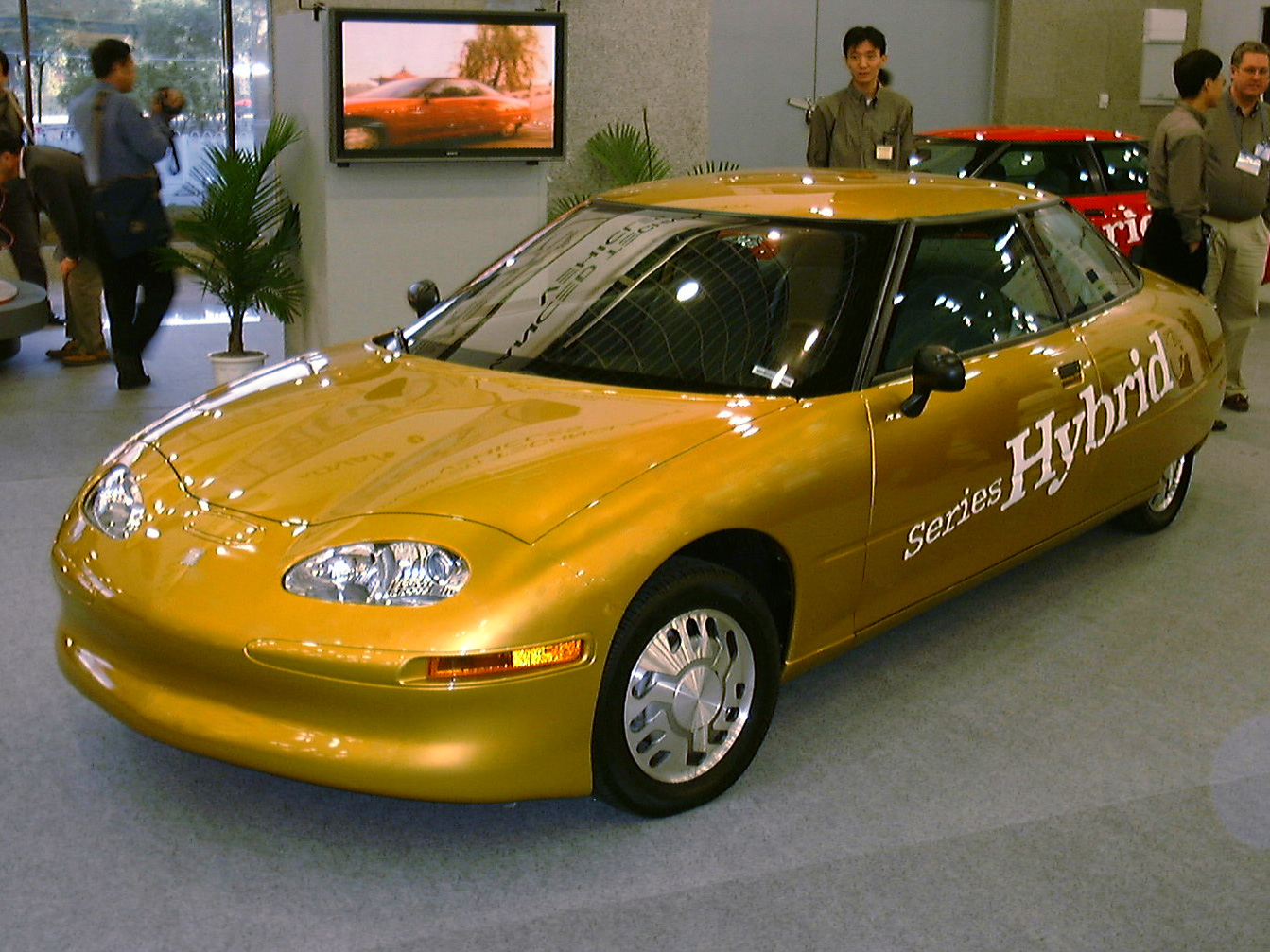
EV1-prototyp av EVS-16 i Beijing 1999